# Виссокер, Ицхак
Ицхак Виссокер (ивр. יצחק ויסוקר‎; род. 18 сентября 1944, Подмандатная Палестина) — израильский футболист, выступавший на позиции вратаря.
Играл за «Хапоэль» из Петах-Тиквы, «Маккаби» из Нетании и сборную Израиля.

## Клубная карьера
Профессиональный дебют состоялся в 1963 году за «Хапоэль» (Петах-Тиква), в котором провёл четырнадцать сезонов, приняв участие в 327 матчах чемпионата. Большую часть времени, проведённого в составе, был основным голкипером команды.
В 1977 году перешёл в клуб «Маккаби» (Нетания), за который отыграл 3 сезона. Завершил профессиональную карьеру футболиста выступлениями за эту же команду в 1980 году.

## Выступления за сборную
В 1964 году дебютировал в национальной сборной Израиля. На протяжении карьеры в национальной команде, которая длилась 12 лет, провёл в главной команды страны 43 матча, пропустив 40 голов.
В составе сборной был участником чемпионата мира 1970 года в Мексике и Олимпийских игр 1976 в Канаде.